# 達洛查普爾 (印地安納州)
達洛查普爾（英語：Darrough Chapel）是位於美國印地安納州霍華德縣的一個非建制地區。該地的面積和人口皆未知。